# Eudocima serpentifera
Eudocima serpentifera là một loài bướm đêm trong họ Erebidae.